# Ctenochromis
Ctenochromis is een geslacht van straalvinnige vissen uit de familie van de cichliden (Cichlidae).

## Soorten
- Ctenochromis benthicola (Matthes, 1962)
- Ctenochromis horei (Günther, 1894)
- Ctenochromis luluae (Fowler, 1930)
- Ctenochromis oligacanthus (Regan, 1922)
- Ctenochromis pectoralis Pfeffer, 1893
- Ctenochromis polli (Thys van den Audenaerde, 1964)